# Emilia Schüle
Emilia Schüle (født 28. november 1992 i Blagovesjtjensk, Amur oblast, Rusland) er en tysk skuespiller af russisk oprindelse.

## Udvalgt filmogafi

### Biograffilm
- 2005: Nichts weiter als
- 2008: Freche Mädchen
- 2009: Gangs
- 2010: Rock It!
- 2010: Freche Mädchen 2
- 2010: Aschenputtel
- 2012: Mann tut was Mann kann
- 2012: Unter Frauen
- 2012: Nemez
- 2014: Vaterfreuden
- 2014: Besser als Nix
- 2015: Tod den Hippies!! Es lebe der Punk
- 2015: Boy 7
- 2016: LenaLove
- 2016: Smaragdgrün
- 2016: Unsere Zeit ist jetzt
- 2017: Jugend ohne Gott
- 2017: High Society
- 2017: Simpel
- 2017: Es war einmal Indianerland

### Fjernsyn
- 2006: Guten Morgen, Herr Grothe
- 2007: Manatu – Nur die Wahrheit rettet Dich
- 2008: Brüderchen und Schwesterchen
- 2008: Lucky Fritz
- 2009: Meine wunderbare Familie
- 2009: Faktor 8 – Der Tag ist gekommen
- 2010: Aschenputtel
- 2011: Vermisst – Alexandra Walch, 17
- 2011: Isenhart – Die Jagd nach dem Seelenfänger
- 2011: SOKO Stuttgart – In Vino Veritas
- 2012: Die letzte Spur – Reifeprüfung
- 2012–2014: Add a Friend
- 2012: Tatort – Wegwerfmädchen
- 2012: Tatort – Das goldene Band
- 2013: Der letzte Bulle
- 2013: Jeanetmila
- 2013: Helden – Wenn dein Land dich braucht
- 2013: In einem wilden Land
- 2014: Helen Dorn – Unter Kontrolle
- 2015: Mordkommission Berlin 1
- 2016: Auf kurze Distanz
- 2016: Pigerne fra Berlin
- 2016: Berlin Station (to afsnit)
- 2017: Charité

### Internettet
- 2009: 4 Yoginis
- 2017: Antimarteria